# Świerzbienie
Świerzbienie – wieś w Polsce położona w województwie podlaskim, w powiecie monieckim, w gminie Mońki.
| SIMC    | Nazwa | Rodzaj  |
| ------- | ----- | ------- |
| 0035777 | Ginie | kolonia |

Przed 1566 r. na miejscu późniejszej wsi Świerzbienie „siedzieli” Dobiejko i Pietko, o których ogólnikowo wspominają zachowane dokumenty, że pochodzili z Litwy i „skupili” 2 braci Wieliczka i Miśka, ale „później poszli sobie”. 
Wieś powstała z połączenia Kudieikowczyny, Maksimowczyny, Dobiejkowczyny i Pietkowczyny. Była ona siedliskiem drobnej szlachty – Świerzbieńskich h. Rawicz (później Świerzbińskich). 
W latach 1975–1998 miejscowość administracyjnie należała do województwa białostockiego.
We wsi znajduje się składowisko odpadów stałych dla gminy Mońki.
Wierni kościoła rzymskokatolickiego należą do parafii Matki Boskiej Częstochowskiej i św. Kazimierza w Mońkach.